# Isabelle de Portugal (1503-1539)
Pour les articles homonymes, voir Isabelle de Portugal.
Isabelle de Portugal, née le 24 octobre 1503 et morte le 1er mai 1539, est une princesse de Portugal de la dynastie des Aviz.
Par son mariage en 1526 avec son cousin germain maternel l'empereur Charles Quint, aussi roi d'Espagne et souverain des Pays-Bas, elle devient reine de Germanie, de Castille, d'Aragon, de Majorque, de Valence, de Sicile et de Naples, duchesse de Bourgogne, de Milan, de Brabant, de Luxembourg et de Limbourg, comtesse de Barcelone, de Flandre, de Hainaut, de Hollande, de Zélande, de Namur, d'Artois et comtesse palatine de Bourgogne, puis impératrice du Saint-Empire.

## Biographie

### Jeunesse et mariage
Elle est la fille de Manuel Ier de Portugal (1469-1521) et de sa seconde épouse, Marie d'Aragon et la sœur de Jean III de Portugal, qui épouse la sœur de Charles Quint, Catherine d'Autriche. L'infante reçut une éducation humaniste poussée. Princesse catholique susceptible d'être donnée en mariage à l'un des souverains de son temps, elle étudia le latin, le castillan, l'anglais et le français. Sa mère, infante d'Espagne, lui a inculqué une piété profonde. La reine et l'infante visitaient fréquemment les couvents et se recueillaient dans les églises. L'infante reçut en outre une formation artistique et musicale. Elle se plaisait également à coudre et à broder. Cependant, si son éducation lui enseignait la conduite et les ouvrages nécessaires à la vie de l'épouse d'un souverain, la reine l'encourageait à faire des exercices physiques. Le roi son père s'occupa de son avenir : l'infante avait sa propre fortune et fut nommée à l'âge de 14 ans Dame de la ville de Viseo et de la villa de Tour Medras. Cependant, à 22 ans, l'infante est toujours célibataire.

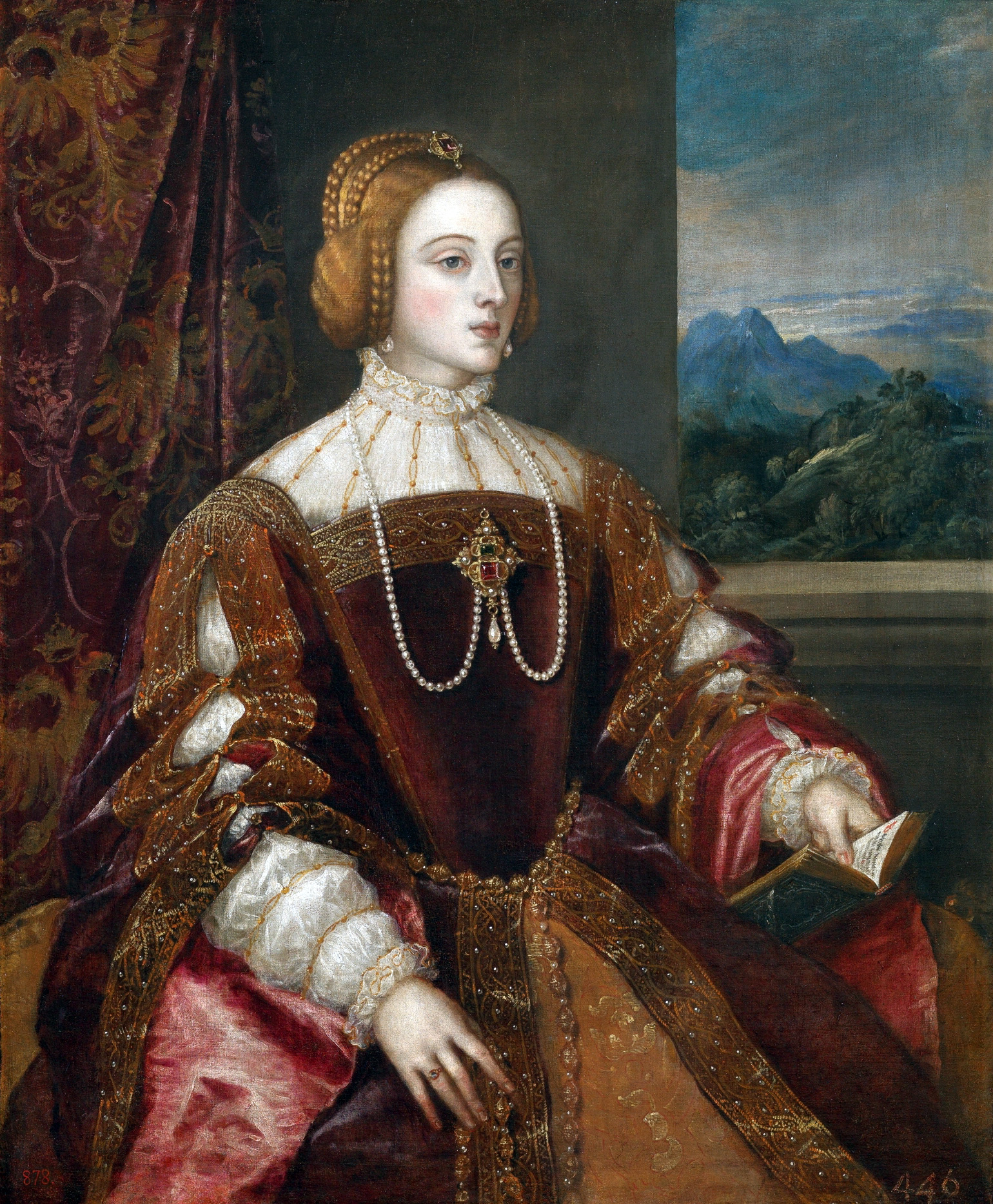
L'impératrice et reine Isabelle (portrait posthume par Titien).

Roi des Espagnes à 16 ans, empereur à 19 ans, le mariage de Charles Quint était d'une importance politique majeure. À 25 ans, le souverain était toujours célibataire et, s'il n'était plus vierge, il restait particulièrement chaste. L'empereur et roi avait été brièvement fiancé à une autre cousine utérine, Marie d'Angleterre, la fille du roi Henri VIII et de Catherine d'Aragon (fille cadette d'Isabelle la Catholique et donc sa propre tante) mais, en 1526, la jeune princesse n'est encore qu'une enfant (elle n'a que dix ans). Charles Quint a besoin d'argent (il en manquera toute sa vie) et la princesse portugaise est très riche. Il poursuit en outre la politique traditionnelle des princes espagnols : les Trastamare épousent en effet régulièrement des Aviz (Les Habsbourg puis les Bourbon poursuivront un temps cette tradition). Enfin, à presque 26 ans, il estime qu'il est temps pour lui d'avoir rapidement des héritiers, ce que ne peut lui apporter la jeune princesse anglaise. L'empereur et roi épouse sa cousine portugaise le 10 mars 1526 à Séville. Les cérémonies se déroulent à minuit et une demi-heure plus tard, le mariage est consommé. Notons que, selon les critères de l'époque, il s'agit d'un mariage assez tardif pour deux jeunes membres de familles régnantes (La sœur cadette de l'impératrice est déjà mariée au duc de Savoie depuis 5 ans).

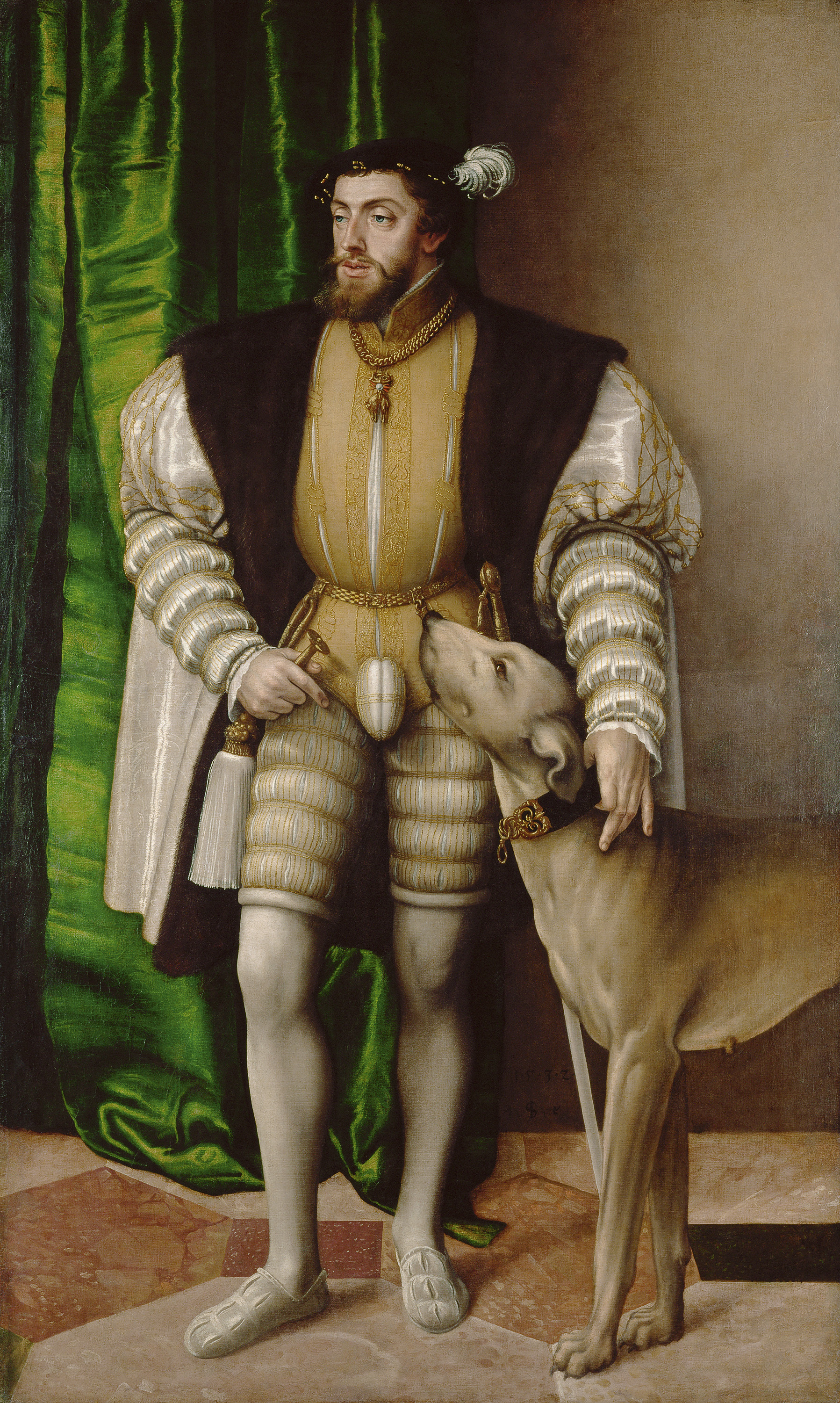
Charles, empereur et roi, époux d'Isabelle (Seisenegger, 1532)

L'empereur tomba rapidement amoureux d'Isabelle qui alliait une très grande beauté physique et une grande hauteur morale. Sa beauté répond aux critères de l'époque : des cheveux blonds, un teint pâle, sans défauts (ce qui était difficile vu le manque total d'hygiène et les nombreuses maladies qui pouvaient défigurer). Le jeune couple passe sa lune de miel en Andalousie, dans les palais des anciens émirs de Cordoue. La vie de couple de la reine se réduisit néanmoins à une alternance de solitude et de grossesses à répétition, dont la dernière fut fatale.
L'empereur Charles Quint était le souverain de nombreux pays et les affaires de ses États l'appelaient aux quatre coins de l'Europe. Aussi l'empereur et roi passait-il de nombreuses journées à cheval et sur les routes d'Europe voire d'Afrique. Il n'avait d'autres ressources que s'appuyer sur sa parentèle pour l'aider à gouverner ses États. Ainsi avait-il confié à son frère Ferdinand ses États autrichiens et le Saint-Empire romain germanique, à sa tante Marguerite puis à sa sœur Marie ses « États bourguignons » (Pays-Bas des Habsbourg). À son épouse portugaise, l'empereur confia l'Espagne et les Amériques.
Cette implication politique amena l'impératrice-reine à s'opposer parfois violemment à son mari sur la gestion des affaires. Face à l'empereur et à sa politique universaliste, elle défend souvent une ligne plus ibérique et plus volontaire sur le plan de la foi. Lors de ces régences, elle s'appuie surtout sur le cardinal Tavera, plutôt que sur les secrétaires comme Cobos. Malgré ces difficultés et ses voyages récurrents, Charles semble lui avoir été fidèle pendant les treize années de leur mariage et ne se remaria pas après son veuvage. En effet, ses enfants illégitimes sont tous nés avant son mariage ou pendant son veuvage. C'est pourquoi il est très choqué de voir son rival François Ier s'afficher publiquement avec sa maîtresse, Anne de Pisseleu, duchesse d’Étampes. La reine de France, qui n'est autre que la sœur aînée de Charles Quint, Éléonore d'Autriche, doit souffrir l'omniprésence de la favorite à la cour.
La fidélité conjugale de l'empereur, exceptionnelle pour l'époque, frappa les contemporains, de même que la légende qui veut que l'empereur ait réclamé sur son lit de mort le portrait de sa défunte épouse et le crucifix d'argent qui avait accompagné ses derniers instants. Lors de sa retraite dans le couvent Yuste, le portrait de son épouse peint par Titien est présent.

### Descendance
L'impératrice-reine donna sept enfants à la couronne, dont seulement trois atteignirent l'âge adulte :
- Philippe (1527-1598), prince des Espagnes, puis duc de Milan, puis roi d'Angleterre par son mariage avec la reine Marie Ire et roi de Naples, puis aussi roi des Espagnes, puis aussi roi de Portugal ;
- Marie (1528-1603), épouse en 1548 l’empereur Maximilien II (1527-1576) son cousin ;
- Ferdinand (22 novembre 1529-13 juillet 1530) ;
- Fils sans nom (29 juin 1534) ;
- Jeanne (1535-1573), épouse en 1552 Jean-Manuel, prince héritier de Portugal (1537-1554) ;
- Jean (19 octobre 1537-20 mars 1538), comte de Flandre ;
- Fils sans nom (mort-né le 20 avril 1539).

### Décès

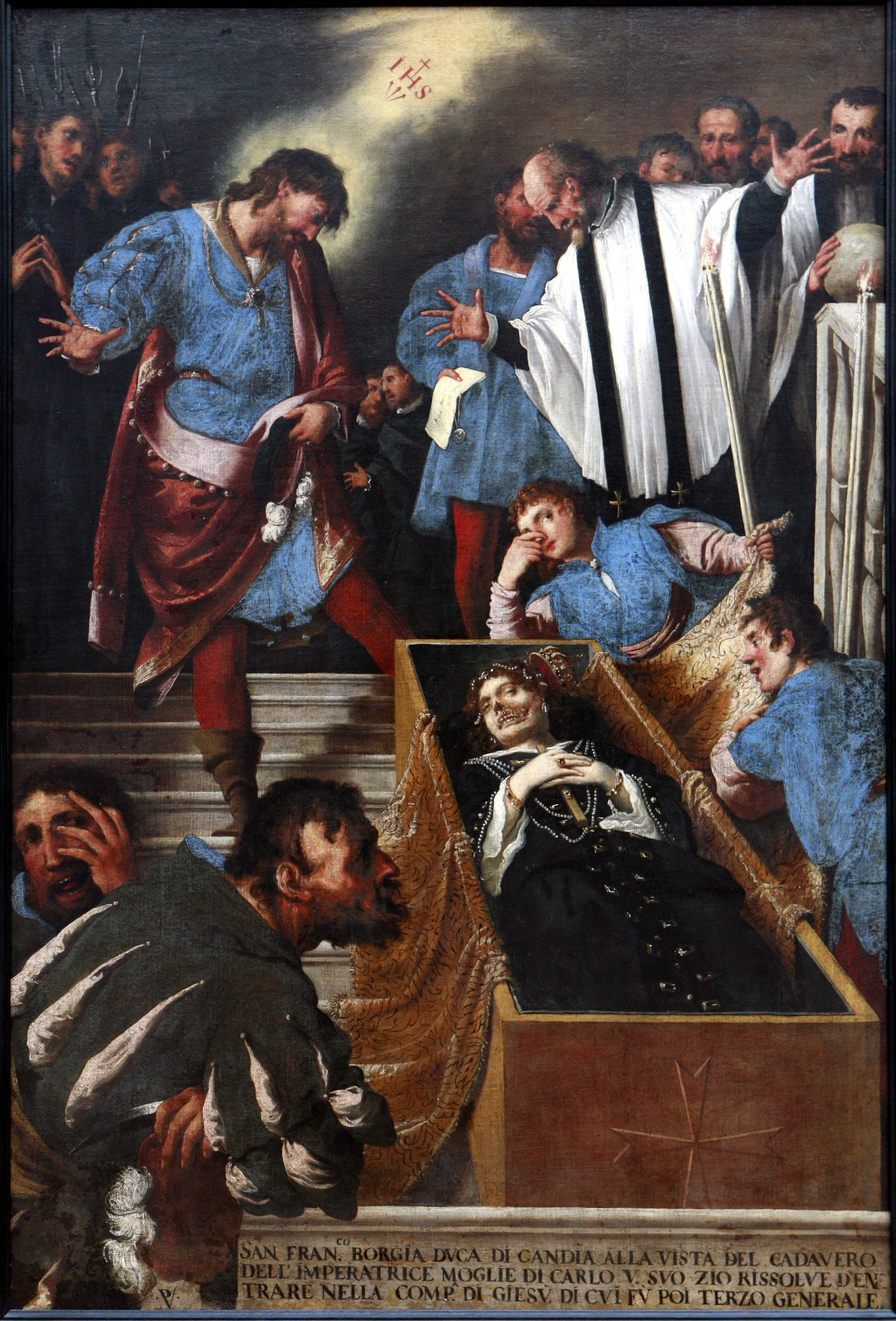
L'Illumination de Saint François de Borgia par Pietro della Vecchia, Musée des Beaux-Arts de Brest

Elle meurt dans des conditions douloureuses à Tolède le 1er mai 1539, victime des suites d'une pneumonie en mettant au monde un enfant non-viable. Selon la tradition, plusieurs grands seigneurs furent désignés pour accompagner sa dépouille jusqu'à sa sépulture. Le convoi est mené par le prince héritier Philippe qui a 12 ans. Arrivés à la chapelle royale de Grenade, on ouvrit le cercueil pour que le prince et les seigneurs puissent témoigner qu'il s'agissait bien du corps de l'impératrice-reine qu'on s'apprêtait à ensevelir. Le jeune prince s'évanouit en voyant la dépouille décomposée de sa mère. François Borgia, duc de Gandie, impressionné devant l'état de décomposition du visage, jadis si beau, de la défunte aurait déclaré ne plus vouloir servir aucun maître mortel. Converti pendant un sermon prononcé par Jean d'Avila, il entama les démarches qui le firent entrer chez les jésuites dix ans plus tard. Il en devint le supérieur général mais refusa le chapeau de cardinal. Jean de Dieu, également proche de Jean d'Avila fut aussi frappé par cette mort. Tous trois furent proclamés saints par l'Église catholique.

## Au cinéma
Son personnage apparaît dans :
- Carlos, rey emperador[3], série espagnole de 2015 qui retrace la vie de l'empereur Charles Quint, interprétée par Blanca Suárez[4]